# Toulouse Business School
Toulouse Business School (École Supérieure de Commerce de Toulouse) je europska poslovna škola s razvedenim kampusom smještenim u Parizu, Londonu, Barcelona, Casablanca i Toulouse, osnovana 1903.
Zauzima 100. mjesto na globalnoj ljestvici sa svojim Executive MBA programom.
Svi programi imaju trostruku akreditaciju međunarodnih udruga AMBA, EQUIS, i AACSB. Škola ima istaknute apsolvente u poslovnom svijetu i u politici, kao što su primjerice Nicolas Todt (CEO ART Grand Prix).
Škola je poznata po svojim stupnjeva u zrakoplovstvu (u suradnji s École nationale de l'aviation civile).

## Vanjske poveznice
- Službena stranica